# フォルスターフタマタクワガタ
フォルスターフタマタクワガタ（Hexarthrius forsteri）は、昆虫綱甲虫目クワガタムシ科フタマタクワガタ属に分類されるクワガタムシ。

## 形態
雌雄共に全身がワインレッドの様な赤褐色であり、亜種によって赤味が異なる。オスはフタマタクワガタ属の中でも一線を画すほどシカクワガタ属の様な奇抜な大アゴを持つ。
大アゴの根元は弧を描くように湾曲し、基部上下に突起がある。途中に小歯が並ぶ、先端付近から二股に分かれる。外歯内側に一本の突起があり、 亜種のH. f. kiyotamiiは内歯背側と二股の根元部にも突起がある。
前胸背板の両側にもシカクワガタ属の様にギザギザとなり、頭楯に一対の小さな突起があるのも本種の特徴。

## 亜種
H. f. forsteri (Hope, 1840)
アッサム州周辺。原名亜種。赤味は強く、上から大アゴは直線的に伸ばして小歯は発達している。
H. f. kiyotamii Nagai, 2000
ミャンマー。黒化の傾向が強い。上から大アゴは強く湾曲して小歯は小さめ、頭楯の突起はやや短い。
H. f. nyishi Okuda et Maeda, 2016
インド北東部・メンリン県。赤味は均一、前胸背板の両側は内側へ凹む。大アゴは分厚く、根元上部の内歯が大きく後方に伸びる。